# Bandiera delle Terre Australi e Antartiche Francesi
Come bandiera delle Terre Australi e Antartiche Francesi è usata la bandiera della Francia, poiché esse si trattano di un territorio francese d'oltremare. Tuttavia, con un decreto del 23 febbraio 2007, è stata resa ufficiale l'adozione di una bandiera definita "emblema".

## Descrizione

La bandiera a tre stelle

L'emblema delle Terre Australi e Antartiche Francesi è composta da un campo blu, nel cui cantone è collocata una bandiera francese bordata di bianco e avente nel battente un monogramma a forma di ancora «TAAF» (acronimo di Terres australes et antarctiques françaises). Attorno a quest'ultimo ci sono cinque stelle bianche a cinque punte, a simboleggiare i distretti in cui tale territorio è suddiviso: le isole Crozet, le isole Kerguelen, le isole Saint-Paul e Nuova Amsterdam, la Terra Adelia e le Isole Sparse dell'oceano Indiano.
Dal 1957 al 2007 è stata usata una versione riportante solo tre stelle, ossia quelle poste nella parte inferiore del monogramma.